# كتاب الجرح والحكمة (الفلسفة بالفعل)
كتاب الجرح والحكمة (الفلسفة بالفعل) هو عمل فلسفي عميق يعالج طبيعة الجرح بمعناه الوجودي، والعلاقة المعقدة بين الألم والخبرة الإنسانية، وكيف يتحول هذا الألم إلى حكمة تنبع من التجربة الفعلية. في هذا الكتاب، يقدم الفيلسوف المغربي عبد الرحيم العلام قراءة نقدية تجمع بين الفلسفة الغربية الكلاسيكية والمعاصرة، وبين الفلسفة الإسلامية والتراث العربي، ليصوغ رؤية فلسفية مميزة تُعلي من قيمة الفلسفة كفعل حيّ متجذر في الحياة الواقعية.

## نبذة عن المؤلف عبد الرحيم العلام
عبد الرحيم العلام، فيلسوف ونقدي مغربي، يُعد من الأصوات الفلسفية الرائدة في المشهد العربي المعاصر. يحمل العلام شهادة الدكتوراه في الفلسفة المعاصرة، ويشغل أستاذًا في جامعة محمد الخامس بالرباط، حيث يُدرّس الفكر الفلسفي الغربي والعربي. ساهم عبر مقالاته وكتبه في جلب فكر الفلسفة الوجودية والتحليل النفسي إلى إطار الحوار العربي، مع تطوير نقد ثقافي عميق يرتكز على التجربة الإنسانية والذاتية.
يُعرف العلام بأسلوبه الذي يجمع بين التحليل الفلسفي الدقيق واللغة السلسة القريبة من القارئ، مما جعل كتبه تحظى بقبول واسع بين الأكاديميين والقراء المهتمين بالفلسفة.

## الإطار الفكري للكتاب
يرتكز كتاب الجرح والحكمة (الفلسفة بالفعل) على مفاهيم فلسفية مركزية:
1. الجرح كحالة وجودية:   يتجاوز المؤلف مفهوم الجرح كألم جسدي أو نفسي ليعتبره حالة وجودية أساسية تعبر عن هشاشة الإنسان وتفاعله مع الوجود. فالجرح في نظر العلام هو نقطة تأمل فلسفية تنفتح على أسئلة عميقة حول الوعي والكينونة.
2. الحكمة كنتاج للألم والتجربة:   الحكمة ليست مجرد تراكم معلومات أو معرفة نظرية، بل هي تجربة حية تنشأ من مواجهة الألم وتحويله إلى معرفة متجددة. يطلق العلام على هذا المفهوم "الفلسفة بالفعل"، أي الفلسفة التي تُمارس في الحياة.
3. الفلسفة كفعل وتجربة:   ينفي العلام الفلسفة الساكنة أو النظرية الجامدة، ويرى أنها فعل مستمر يتطلب تفاعل الإنسان مع واقعه، ووعي مستمر بما يعنيه الألم والتجربة في تكوين الذات.
4. التقاطع بين الفلسفات الغربية والشرقية:   يجمع الكتاب بين الفكر الفلسفي الغربي، خاصة الوجودية، والتراث الفلسفي العربي والإسلامي، لتقديم رؤية فلسفية متكاملة تعالج الجرح والحكمة من منظور متعدد الأبعاد.

## تفصيل محاور الكتاب

### الفصل الأول: الجرح – من الألم الجسدي إلى الألم الوجودي
في هذا الفصل، يفتتح العلام تحليله بتمحيص مفهوم الجرح، حيث يشرح أن الجرح لا يقتصر على ما يُرى بالعين من كسور أو جروح جسدية، بل يشمل كذلك الجرح النفسي والروحي. يستشهد بفلاسفة مثل هيجل وهايدغر الذين تحدثوا عن الألم كجزء لا يتجزأ من الوجود الإنساني.
يشير إلى أن الجرح هو تجربة حدودية تكشف عن لحظة ضعف الإنسان وموضع تحدٍ لذاته. هو اللحظة التي يصبح فيها الإنسان واعيًا بوجوده، حيث يقف أمام واقعه المتغير وغير المؤكد. في هذه التجربة، يتعرف الإنسان على هشاشته ويفتح باب الحكمة.

### الفصل الثاني: الحكمة – نبع الحياة المتجددة
يركز هذا الفصل على مفهوم الحكمة كنتاج مباشر للجرح. يرفض العلام تعريف الحكمة التقليدي القائم على المعرفة النظرية فقط، وبدلاً من ذلك يربطها بالتجربة الشخصية والتفاعل اليومي مع الألم.
يستعرض كيف يمكن للحكمة أن تولد من التعايش مع الجرح، حيث يصبح الألم محفزًا للنمو النفسي والروحي. الحكمة هنا ليست حكمة منقولَة، بل حكمة مولودة من التجربة الذاتية، تُفضي إلى فهم أعمق للحياة.

### الفصل الثالث: الفلسفة بالفعل – فلسفة الفعل والتجربة
يُبرز المؤلف في هذا الفصل أن الفلسفة ليست مجرد كلام أو تفكير نظري، بل هي فعل مستمر وممارسة دائمة. الفلسفة كما يراها العلام هي تجربة تنمو وتتطور مع كل موقف من مواقف الحياة.
يشرح كيف يُمكن للفلسفة أن تكون "حيّة" عندما تتعامل مع الواقع بشكل مباشر، خاصة عندما تواجه الألم والمعاناة. هذا المفهوم يتحدى الفلسفات الجامدة ويدعو إلى فلسفة حيوية تتفاعل مع ظروف الإنسان الواقعية.

### الفصل الرابع: مقارنة نقدية بين الفلسفات الغربية والشرقية
ينتقل العلام في هذا الفصل إلى تقديم مقارنة بين المنهج الغربي في الفلسفة، الذي يميل إلى التجريد والتحليل النظري، والمنهج الفلسفي الشرقي والعربي الذي يُعلي من قيمة الحكمة الروحية والأخلاقية.
يوضح كيف أن الفلسفة الإسلامية، خاصة عبر التصوف والفكر الفلسفي مثل ابن عربي، تقدم رؤية متكاملة للألم والحكمة تربط بين الجرح والتجربة الروحية. ينتقد في الوقت ذاته بعض جوانب الفلسفة الغربية التي قد تغفل الأبعاد الروحية.

## أثر الكتاب في الفكر العربي
لقد أحدث الكتاب نقلة نوعية في الفكر الفلسفي العربي، حيث ساهم في إعادة الاعتبار للفلسفة كأداة حياتية وليست مجرد خطاب أكاديمي. كان له تأثير واضح على الدراسات الفلسفية والنقد الثقافي، حيث شجع الباحثين على التفاعل مع التجربة الإنسانية بكل تعقيداتها.
كما فتح الكتاب أبوابًا للنقاش حول كيفية التعامل مع الألم والمعاناة، لا كعقبات تعيق النمو، بل كفرص للحكمة والتطور. وهذا توجه جديد يربط بين الفلسفة والواقع الاجتماعي والنفسي.

## آراء ومراجعات نقاد وفلاسفة
- الدكتور سامي عبد الوهاب وصف الكتاب بأنه:

"جسر فكري بين الفلسفة النظرية والتجربة الإنسانية، يسلط الضوء على الألم كعنصر مركزي في تكوين الحكمة والوعي."

 (مصدر)
- الباحثة نورة عبد العزيز قالت:

"كتاب العلام يمثل خطوة جريئة نحو فلسفة حية تتعامل مع الواقع الإنساني بشكل مباشر، وتحرر الفلسفة من قيود النظريات الجامدة."

 (مصدر)
- مجلة الفكر العربي اعتبرت الكتاب "من المراجع التي تلعب دورًا أساسيًا في تحديث الفكر الفلسفي العربي."   (مصدر)

## دراسة مقارنة مع أعمال فلسفية أخرى
يستشهد الكتاب بأعمال فلسفية مهمة مثل:
- الوجود والزمان لمارتن هايدغر، الذي يناقش فكرة الألم والوعي بالوجود والموت.
- الوجود والعدم لجان بول سارتر، الذي يعالج الحرية والتوتر النفسي الناتج عن الوعي.
- مؤلفات ابن عربي، التي تبرز الألم والوجد كوسائل لتحقيق الحكمة والوعي الروحي.

## التطبيقات العملية التي يقترحها الكتاب
يشجع الكتاب على استخدام الفلسفة كأداة لمواجهة الأزمات الشخصية والاجتماعية، من خلال:
- تعزيز الصبر والوعي الذاتي.
- تحويل الألم إلى مصدر للحكمة والنمو النفسي.
- تطبيق الحكمة في العلاقات الإنسانية والمجتمع.